# Kenai River
Der Kenai River ist ein 132 Kilometer langer Fluss auf der Kenai-Halbinsel im US-Bundesstaat Alaska. 

## Verlauf
Der Kenai River bildet den Abfluss des Kenai Lake. Dieser wird von mehreren Gletscherbächen der Kenai Mountains gespeist. Der Kenai River fließt westwärts, durchquert den Skilak Lake und mündet schließlich bei der Ortschaft Kenai in das Cook Inlet.
Im Kenai National Wildlife Refuge durchfließt der Kenai River den Skilak Lake. Der Sterling Highway folgt bis Soldotna weitgehend dem Verlauf des Flusses.